# Tour della nazionale maschile di rugby a 15 delle Figi 1991
Vari sono stati i Tour della nazionale di Rugby a 15 delle Isole Figi nel periodo 1987-91.
Nel 1991 su reca in Australia e Nuova Zelanda. Non sono previsti test

## Risultati
| Rotorua 8 maggio 1991 | Bay of Plenty | 31 – 42 | Figi XV |  |

| Auckland 12 maggio 1991 | Auckland | 36 – 6 | Figi XV |  |

| Christchurch 15 maggio 1991 | Canterbury | 47 – 24 | Figi XV | Lancaster Park |

| Brisbane 19 maggio 1991 | Queensland | 40 – 13 | Figi XV | Ballynore Oval |